# Musu Bakoto Sawo
Musu Bakoto Sawo (geb. um 1990/1991 in Gambia) ist eine gambische Juristin und Frauenrechtlerin.

## Leben
Als junges Mädchen wurde sie im Alter von etwa fünf oder sechs Jahren, wie die Mehrzahl von Mädchen in Gambia, zum Opfer von weiblicher Genitalverstümmelung. Nach eigenen Angaben setzte sie sich ab dem Alter von neun oder zehn Jahren für Kinderrechte ein. Sie schloss sich der Kinderrechtsgruppe Voice of the Young an, die zur Child Protection Alliance (CPA) gehörte.
Im Alter von 14 Jahren wurde sie verheiratet. Ihr Ehemann war 27 Jahre alt. Mit 21 oder 22 Jahren war sie Witwe und erbte nichts.
Sie erwarb einen Bachelor of Laws an der Universität von Gambia und im Anschluss 2014 einen Master of Laws in Menschenrechte und Demokratisierung in Afrika (Human Rights and Democratisation in Africa) an der Universität Pretoria (Südafrika).
Sawo arbeitete als Dozentin an der Fakultät für Rechtswissenschaften der Universität von Gambia. Außerdem war sie ab 2015 Programmverantwortliche (Programme Officer) der gambischen Sektion von The Girl Generation, die sich gegen weibliche Genitalverstümmelung einsetzt und mindestens ab 2017 Nationale Koordinatorin (National Coordinator) der Nichtregierungsorganisation Think Young Women. Außerdem war sie Gründungsmitglied der Children and Community Initiative for Development (CAID).
Mitte 2018 wurde sie zur stellvertretenden Geschäftsführerin (Deputy Executive Secretary) der Truth, Reconciliation and Reparations Commission zur Aufarbeitung der Regierungszeit des gambischen Präsidenten Yahya Jammeh ernannt.

## Auszeichnungen
Im Dezember 2017 war sie eine von zwei Preisträgerinnen des Vera Chirwa Awards des Centre for Human Rights der Universität Pretoria für ihren Einsatz gegen weibliche Genitalverstümmelung.
Am 13. April 2018 erhielt sie von der britischen Regierung einen Commonwealth Point of Light Award, der von der britischen Hochkommissarin in Gambia, Sharon Wardle, überreicht wurde.